# Umbría (geografía)

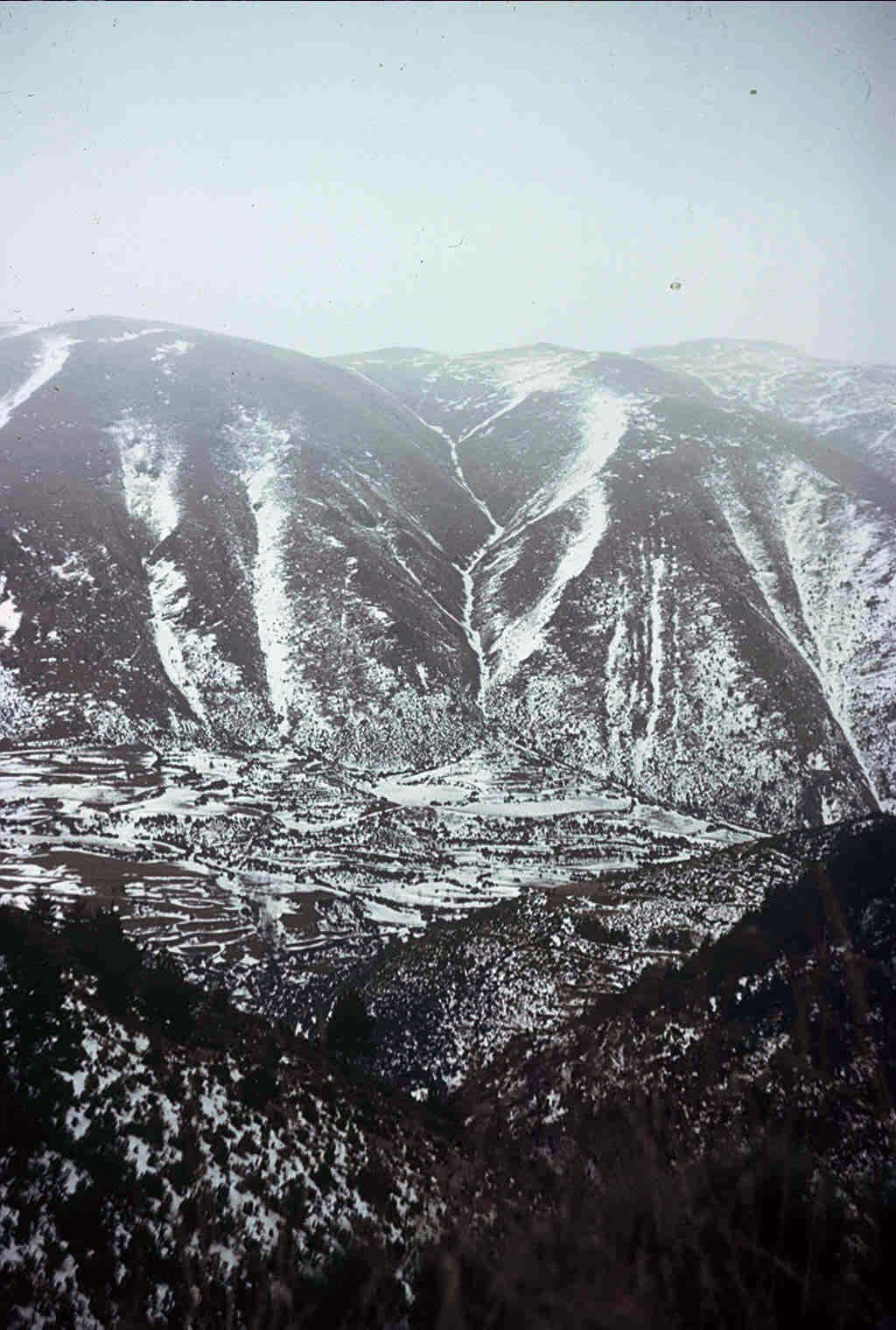
Torrente de montaña en los Pirineos, en cuya cuenca de recepción (aproximadamente al centro de la imagen) puede verse que la ladera de la izquierda, que queda hacia el este ya que la imagen se dirigió hacia el sur, queda sin nieve a fines de la primavera mientras que permanece en la ladera que queda hacia el oeste, que queda más protegida de los rayos solares durante la tarde, que es la parte del día más cálida.

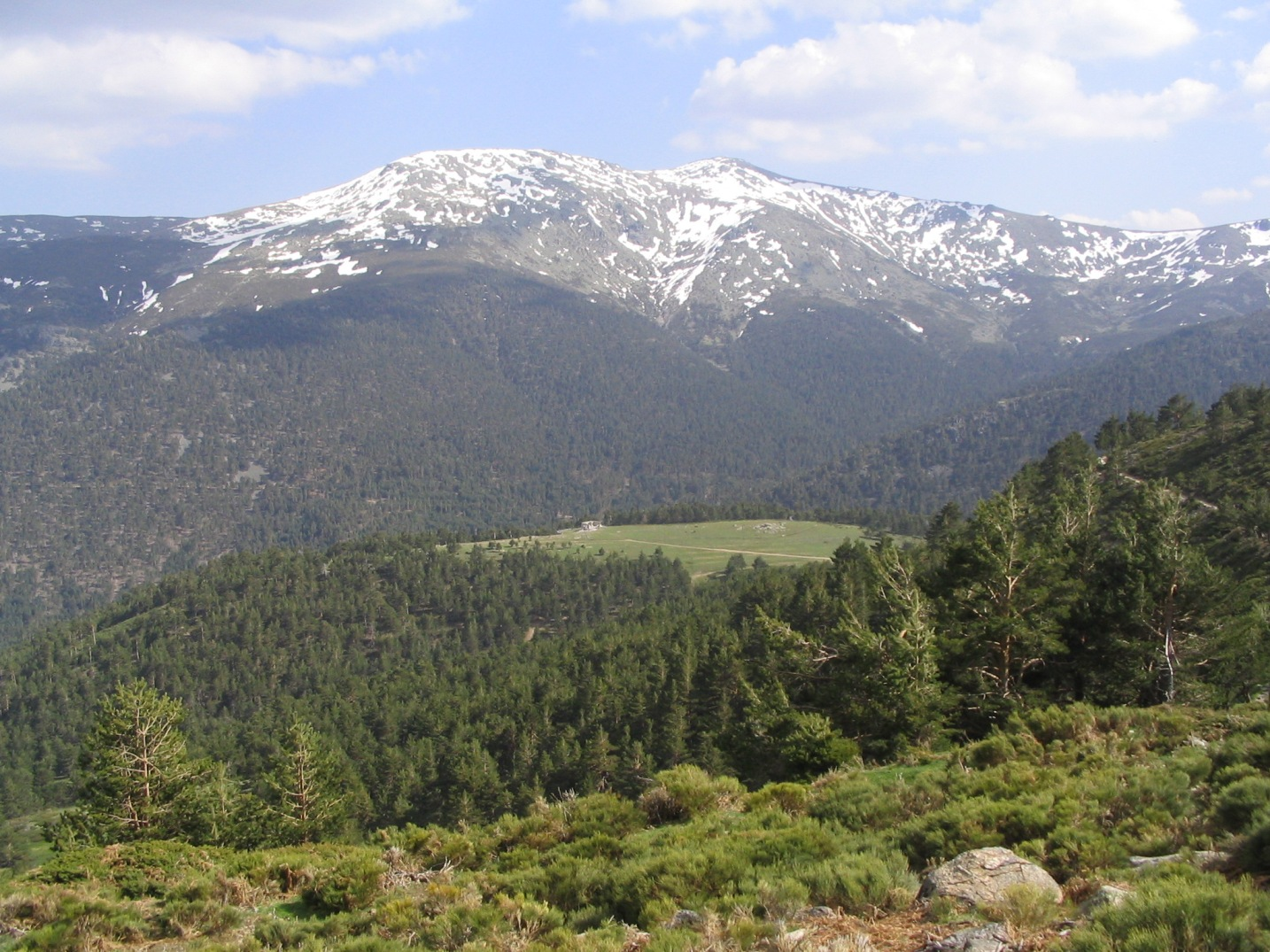
En la umbría la nieve permanece más tiempo que en la solana

El término umbría designa en geografía las laderas o vertientes de las zonas montañosas que están orientadas a espaldas del sol, es decir, en la zona de sombra (de donde procede el nombre de umbría, que quiere decir sombreada), por lo que la cantidad de radiación solar que recibe es mucho menor que la que tendría si no tuviera el relieve que intercepta gran parte de los rayos solares. Las vertientes de umbría son las que se orientan hacia el norte en el hemisferio norte y hacia el sur en el hemisferio sur. En la zona intertropical una misma vertiente puede ser de solana y de umbría en distintas épocas del año, aunque con distinta duración, excepto en los lugares ubicados en el propio ecuador terrestre, donde una vertiente, tanto si se orienta hacia el sur como hacia el norte, tiene seis meses tanto de solana como de umbría.

## Algunos ejemplos
- Muchas cordilleras orientadas de este a oeste presentan, al mismo tiempo, las dos vertientes o laderas de solana y de umbría: las de solana son las que están orientadas hacia el ecuador terrestre (hacia el sur en el hemisferio norte y hacia el norte en el hemisferio sur) y las de umbría son las que están orientadas hacia el polo respectivo: hacia el polo norte en el hemisferio norte y hacia el polo sur en el hemisferio sur. Un caso antológico, entre muchos, es el de la sierra del Castellet, en Monserrat (Valencia), España, donde se puede ver la vegetación mucho más abundante y variada en la vertiente de umbría, al norte, debido a la menor insolación y, por lo tanto, la menor evaporación del suelo. Resulta un ejemplo muy claro porque la inclinación de las dos laderas tiene el mismo valor que la latitud del lugar: mientras que la ladera meridional recibe al mediodía los rayos solares de plano, la ladera norte se encuentra en la sombra, por lo que sólo recibe los rayos solares en las primeras horas de la mañana y las últimas de la tarde, cuando los rayos solares tienen mayor inclinación y, por lo tanto, menor intensidad para desecar la superficie del suelo.
- Toda la cordillera Cantábrica, también en España, presenta una vertiente de umbría, hacia el mar Cantábrico al norte, con mayor lluviosidad y vegetación más intensa y variada y una vertiente de solana hacia el sur (Castilla y León), mucho más seca y soleada.
- Lo mismo podemos decir de los Pirineos (vertiente de solana al sur, en España y de umbría, al norte, en Francia; los Alpes en Suiza, el Cáucaso entre Europa y Asia y otros casos de menor relevancia.
- En Suiza, especialmente en el cantón de Valais, las poblaciones de montaña ubicadas en las laderas predominan en las partes de los valles que forman las solanas, mientras que las umbrías se encuentran casi despobladas, hecho indicado por muchos autores, entre ellos, Jacqueline Beaujeu-Garnier ([1]), Jean Gottman ([2]) y Maurice Herzog ([3]).

En los Alpes hay un caso curioso de un pequeño pueblo que presenta dos amaneceres y dos atardeceres en un mismo día, ya que, a la hora de ocultarse el Sol de manera oblicua en el horizonte, queda oculto durante breve tiempo por una montaña prominente. Y también en los Alpes, un efecto negativo de las laderas de umbría se pudo constatar en la catástrofe de la presa del Vajont, cuando hubo un enorme deslizamiento en masa desde el Monte Toc hacia el norte que causó unos 2000 muertos en 1963.